# Babaeski
Babaeski là một huyện thuộc tỉnh Kırklareli, Thổ Nhĩ Kỳ. Huyện có diện tích 633 km² và dân số thời điểm năm 2007 là 51815 người, mật độ 82 người/km².